# ドニャ・カシルダ・イトゥリサル公園
ドニャ・カシルダ・イトゥリサル公園（スペイン語: Parque Doña Casilda Iturrizar）は、スペイン・バスク州ビスカヤ県ビルバオのアバンド区インダウチュ地区にある都市公園。

## 歴史
名称は土地を寄贈したカシルダ・イトゥリサルに由来している。ドニャ(Doña)は女性の尊称で、スペイン語のSenola、英語のMrs.とほぼ同じ意味である。リカルド・バウティダによって設計されたイギリス式庭園であり、1907年に開園した。スペイン内戦後の1940年には、敷地の東端にビルバオ美術館の建設が開始され、1945年に新美術館が開館した。これらが理由で、20世紀の間に公園面積はかなり縮小している。1962年にはビルバオ美術館がスペイン文化遺産に指定された。現在の公園面積は8.52ヘクタールである。

## 構造
樹齢100年以上の木々が植えられている。西側には蔓が張った東屋に囲まれた噴水があり、中央部にはアヒル、ガチョウ、白鳥など多くの種が生息している池がある。この池が由来となり、地元ではアヒル公園(Parque de los Patos)と呼ばれている。近年まではビルバオの中心部で唯一の大規模な都市公園だった。北辺はアバンドイバラ地区の再開発地区に接しており、ビルバオ・グッゲンハイム美術館、アルオンディガ・ビルバオ、エウスカルドゥナ国際会議場・コンサートホール、イベルドローラ・タワーなどに近い。ビルバオ・トラムではサビノ・アラナ停留所が最寄り駅である。

## ギャラリー

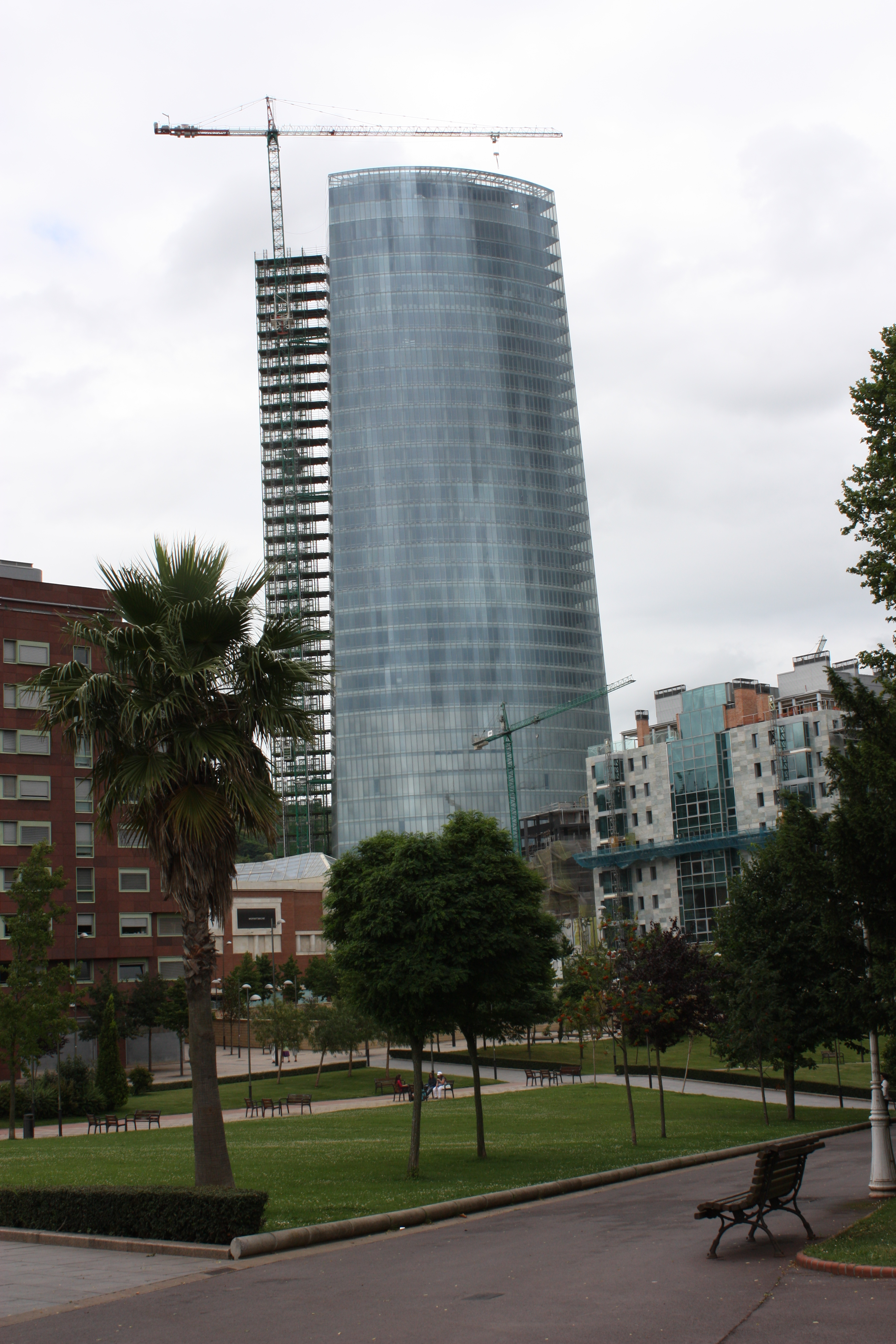
公園とイベルドローラ・タワー
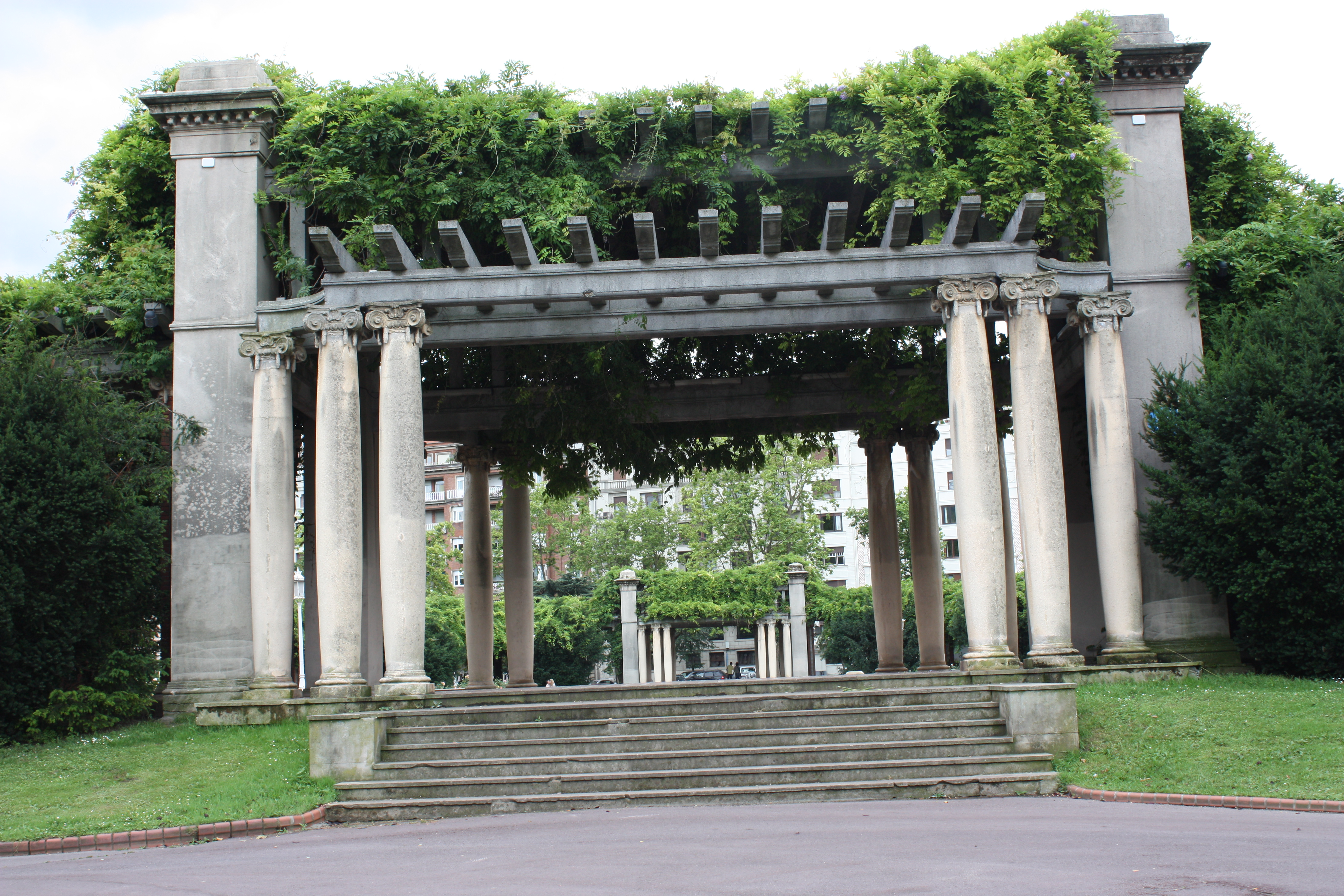
蔓が張った東屋
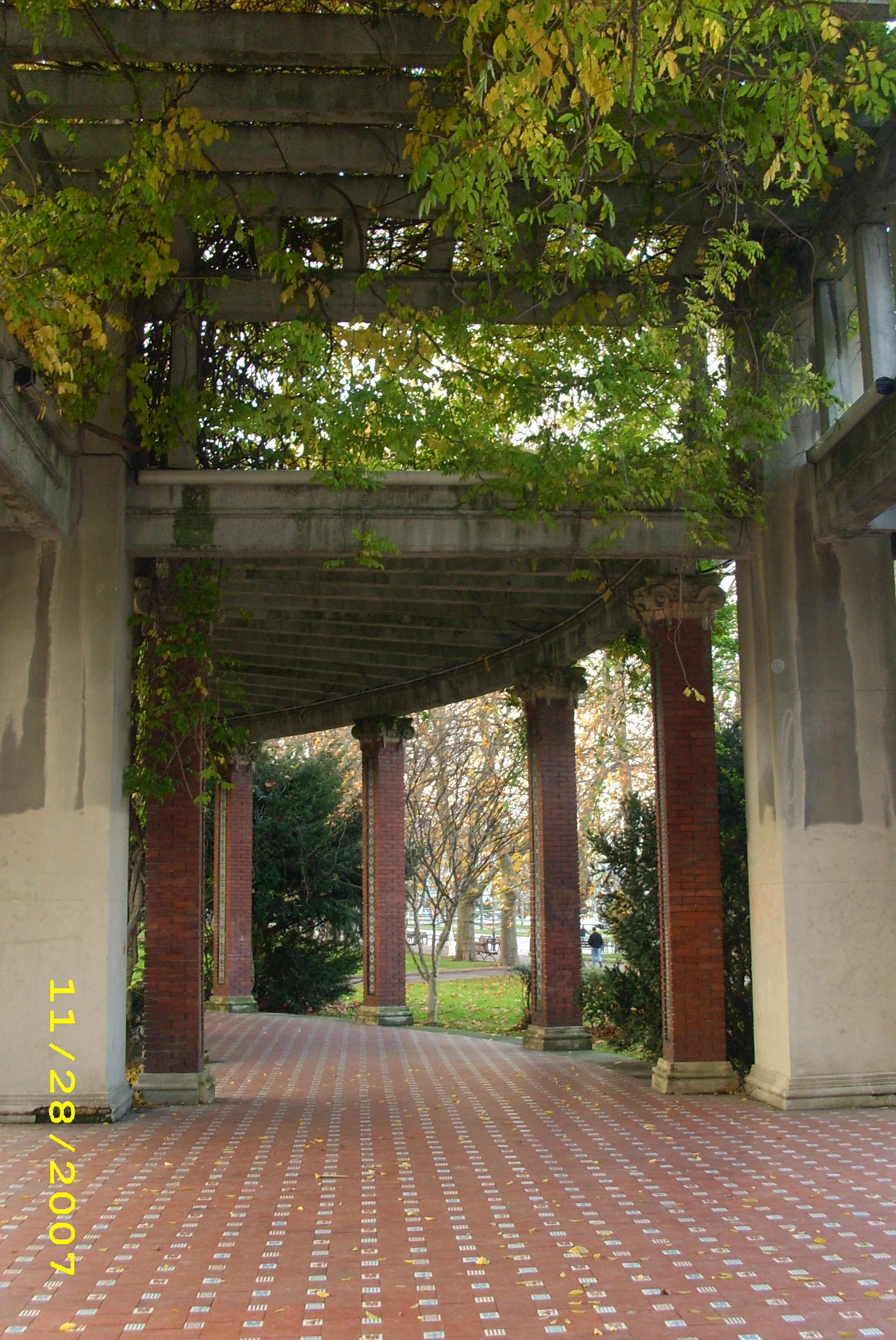
蔓が張った東屋
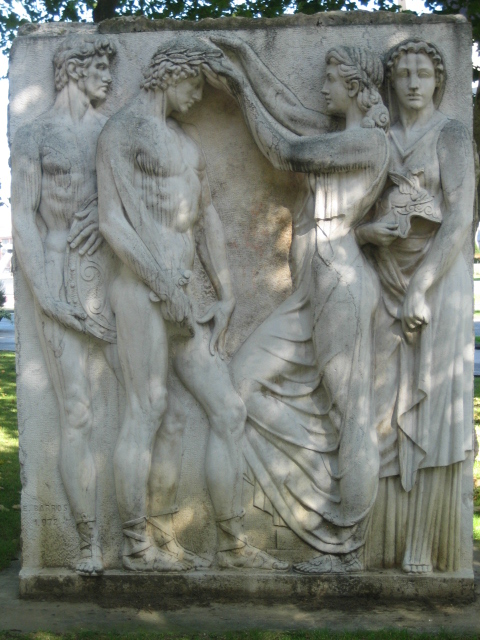
レリーフ